# ايبالي، باراغواي
ايبالي، باراغواي هي مديرية في باراغواي، تقع في الإدارة المركزية، بلغ عدد سكانها 34,943 نسمة، تبلغ مساحتها 50 كيلومتر مربع، رمزها البريدي هو 2660.

## أعلام
- فيدل بيريز
- فيدل بيريز